# Friedrich Griese (Schriftsteller)

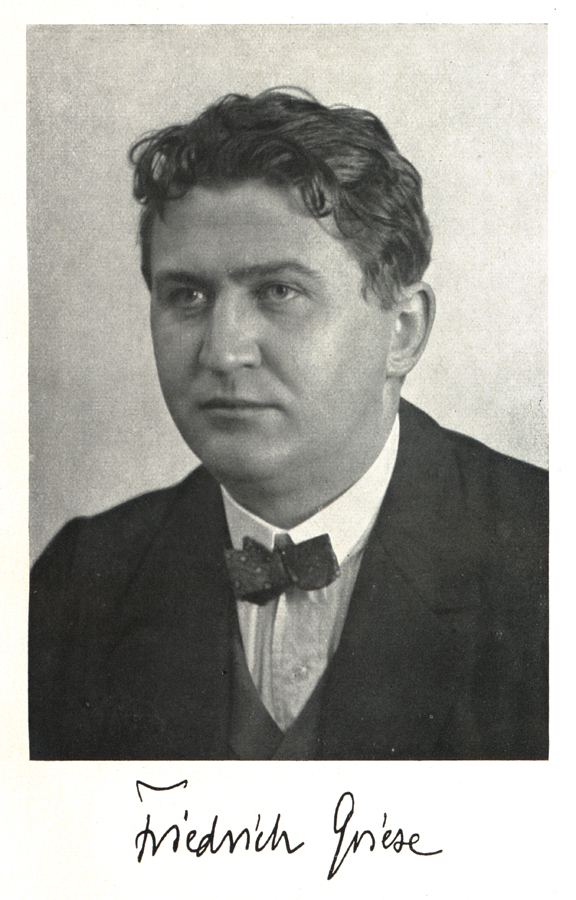
Friedrich Griese

Friedrich August Heinrich Griese (* 2. Oktober 1890 in Lehsten; † 1. Juni 1975 in Lübeck) war ein deutscher Schriftsteller. In der ersten Hälfte des 20. Jahrhunderts galt er zeitweise als der bedeutendste Autor mecklenburgischer Heimatliteratur.
Im Nationalsozialismus wurde er als Blut-und-Boden-Dichter hoch geehrt. Als ein solcher wird er heute auch von der Literaturgeschichte gewertet.

## Leben

### Herkunft, Jugend
Friedrich Griese wurde als Sohn eines Bauern und späteren Tagelöhners in Lehsten (Kreis Waren/Mecklenburg) geboren. Er besuchte – nachdem er zweimal die Aufnahmeprüfung nicht bestand – die Lehrerseminare in Neukloster und Lübtheen und arbeitete ab 1913 als Volksschullehrer in Stralendorf bei Parchim. Im Ersten Weltkrieg meldete Griese sich freiwillig als Soldat. Nach einer Verwundung fast taub, wurde er 1916 aus dem Kriegsdienst entlassen und arbeitete bis 1926 wieder in Stralendorf als Lehrer. Im Oktober 1916 heiratete er die aus Marne (Holstein) stammende Agnes Mathilde Friederike Rommelé (* 1897), Tochter eines Hamburger Kaufmanns.

### Weimarer Republik
Von Herbst 1926 bis Frühjahr 1931 war Griese Lehrer an einer Knaben-Volksschule in Kiel. Zur Förderung seiner dichterischen Tätigkeit wurde Griese 1931 zum Rektor ernannt und mit vollen Bezügen vom Schuldienst beurlaubt. Ein erstes Buch publizierte er 1921 (Feuer).

(1932)

Er war beeinflusst von skandinavischen (zeitgenössisch-völkisch: „nordischen“) Autoren wie Knut Hamsun, Selma Lagerlöf und Jens Peter Jacobsen und – nach eigener Aussage – von Die Grundlagen des 19. Jahrhunderts des deutsch-englischen rassistischen Schriftstellers Houston Stewart Chamberlain. In seinem ersten Roman Feuer (1921) behandelte er mit autobiographischem Einschlag das Thema „Kriegsheimkehrer“. Schon hier ist Grieses literarisches Hauptthema zu finden, die Mystifizierung des bäuerlichen Lebens und die Verklärung einer agrarisch-vorindustriellen Mecklenburger Welt. Weitere Romane wie „Ur“ (1922), „Das Korn rauscht“ (1923) und „Alte Glocken“ (1925) sowie Theaterstücke folgten. Sein erster großer Romanerfolg war Winter (1927), für den er zwei Auszeichnungen erhielt und der auch nach 1945 mehrfach wieder aufgelegt wurde. Das Buch schildert den Untergang eines mecklenburgischen Dorfes, dem nur ein junges Paar entgeht. „Erdnähe wie kein anderer unter den deutschen Dichtern“ attestierte dem Roman und dessen Verfasser ein zeitgenössischer Rezensent. Das Drama Mensch, aus Erde gemacht wurde im November 1932 im Landestheater Stuttgart uraufgeführt, es hatte in der Spielzeit 1933/34 eine spektakuläre Aufführung am Staatlichen Schauspielhaus Berlin. Von 1921 bis 1933 publizierte Griese fünfzehn Bücher. Griese sah sich mit seiner Literatur in einem „Kampf der deutschen Welt mit der fremdländischen, vor allem der östlichen“ (1932), für die in der Vorstellungswelt der Weimarer Völkischen Bewegung typischerweise „Ostjuden“ standen.

### Nationalsozialismus

(1935)

Grieses Erfolgszeit als Autor begann mit der Machtübergabe an die Nationalsozialisten und ihre Bündnispartner. „Nach 1933“ wurde er „offiziell empfohlen“. Die von ihm propagierte „Einheit zwischen dem Blut und dem Boden“ als nationale Lebensgrundlage machte ihn zu einem wichtigen Vertreter der NS-Literatur. 1933 unterzeichnete er mit weiteren 87 deutschen Schriftstellern das an Adolf Hitler gerichtete Gelöbnis treuester Gefolgschaft. Nach der Umwandlung der Sektion Dichtkunst der Preußischen Akademie der Künste zur „gesäuberten“ Deutschen Akademie der Dichtung wurde Griese im Mai 1933 als neues Akademie-Mitglied berufen. Er leitete dort den Ausschuss für Fragen des Schul- und Hochschulwesens.
In der Folge erhielt und akzeptierte er nach Meinung des Literaturwissenschaftlers Karl Otto Conrady mehr Preise als jeder andere Schriftsteller im Dritten Reich. Für 1937 und 1939 sind Beiträge Grieses auf Tagungen des NS-„Amts für Schrifttumspflege“ im Amt Rosenberg belegt. Am 15. September 1941 beantragte er die Aufnahme in die NSDAP und wurde zum 1. Oktober desselben Jahres aufgenommen (Mitgliedsnummer 8.835.491).
1934 erhielt er gemeinsam mit Konrad Beste den Lessingpreis, was damit begründet wurde, er stelle die „Doppelgestalt des deutschen Schicksals, das Schicksal 'Blut und Boden' und das Schicksal 'Krieg'“ weltanschaulich wie künstlerisch auf einem Niveau „hoch über dem Durchschnitt der allgemeinen Heimat- oder Kriegsschriftstellerei“ dar. Mit ihm werde ein Dichter ausgezeichnet, „der aus Blut und Boden schafft“. Dabei sei Griese „wegweisend“. Unter den neuesten mecklenburgischen Autoren – so 1938 – sei er derjenige, der „die Ureigenschaft des Bauern“, nämlich dessen „Sesshaftigkeit und größte Liebe zur Scholle“ am kraftvollsten gestalte. Es trete dem Leser bei ihm überall der mecklenburgische Bauer „in seiner Liebe zu Grund und Boden“ entgegen. Vielleicht sei er „der bedeutendste deutsche Bauerndichter der Gegenwart“ (1939).
1935 wurde er in die überarbeitete Auflage des „Deutschen Führerlexikons“ aufgenommen.
Nach Mecklenburg kehrte Griese 1935 zurück. Der Reichsstatthalter und spätere Gauleiter Friedrich Hildebrandt veranlasste, dass ihm die mecklenburgische Landesregierung die Markower Wassermühle bei Parchim schenkte.
Die Auflagenzahlen seiner Bücher stiegen in den 1930er Jahren auf mehrere hunderttausend, woran auch Sonderausgaben für die Wehrmacht einen großen Anteil hatten. In dem Aufsatz Unsere Arbeit ist Glaube äußerte er sich nicht erzählerisch, sondern weltanschaulich im Sinne der Volksgemeinschaftspropaganda. Er unterschied zwischen „wertvollen Völkern“ und „wertvollen Menschen“ und solchen anderer Kategorie, sah bei der Kriegsniederlage und der Revolution 1918 „fremde und fast tödlich wirkende Gifte“ am Werk, die den deutschen Volkskörper „zermürbt“ hätten. Die Weimarer Republik habe beinahe in den drohenden „Volksuntergang“ geführt. Zum Glück „(griff) einer an der entscheidenden Stelle an“, nämlich so dass „alle Mithelfer wurden, einig in dem Willen, den Einzelnen, Volk und Menschheit weiterzubringen.“ Dieser eine habe die Sammlung aller Kräfte gegen die ausbeuterischen Feinde erreicht. Damit sei dieser nicht beim Namen genannte Führer „in den Blutstrom der Vergangenheit“ eingetaucht. Dafür, dass mit dem Untergang Weimars in der „deutschen Jugend“ wieder der starke Sinn für lebendige Zucht und Ordnung hätte geweckt werden können, sei „der straff geschulterte Spaten“ des Reichsarbeitsdiensts „der sinnfällige Beweis unserer Zeit“. Nun sei „Freiheit wieder Freiheit“, Treue und Ehre seien wieder hohe Güter, Pflicht und Verantwortlichkeit in der Gemeinschaft des Volkes wiederhergestellt: „Die Volkheit wuchs“. Die Schrift Unsere Arbeit ist Glaube erschien in der „Schriftenreihe der NSDAP“. Dabei handelte es sich um in Millionenauflage publiziertes Schulungsmaterial der NSDAP. Zudem trat Griese mit eindeutig propagandistischen Beiträgen auch für Tageszeitungen hervor. Griese war 1936/37 Herausgeber der Mecklenburgischen Monatshefte. Die von Will Vesper herausgegebene führende NS-Literaturzeitschrift Die Neue Literatur lobte ihn 1938 als „Dichter des ewigen Bauerntums, nordischen Schicksalsgefühls und nordischer Formgebung“.
Soweit es die literarische Produktion angeht, waren die historische Erzählung Die Wagenburg (1935) und der „Roman eines starken Geschlechts“ Die Weißköpfe (1939) am erfolgreichsten. Das Zentralorgan des Nationalsozialistischen Lehrerbundes Der Deutsche Erzieher sah in Die Wagenburg, Die Weißköpfe und Das letzte Gesicht einen „Durchbruch zur weltanschaulichen und formalen germanischen Kontinuität“. Damit gebe Griese „die Marschrichtung“ für die Entwicklung des deutschen Romans an. Es setzte ihn neben Ludwig Tügel.
1940 verlieh Adolf Hitler ihm zu seinem 50. Geburtstag die Goethe-Medaille für Kunst und Wissenschaft, die zweithöchste Auszeichnung für Künstler, die im Nationalsozialismus vergeben wurde. Rosenberg formulierte eine Laudatio, in der es u. a. hieß, Grieses Schriften kündeten „von der Unvergänglichkeit der mythischen Kräfte der Erde und des Blutes“. Seine „dichterische Kraft“ – so ein auf die Region Mecklenburg bezogenes Urteil – nähre sich „von ihrer innigen Verwurzelung in ihrer Heimat“ (1941).
Seit Kriegsbeginn gehörte Griese zu den vom Regime als verlässliche Propagandisten betrachteten „Künstlern im Kriegseinsatz“. Zugleich war er vom Wehrdienst freigestellt. Er gehörte zu den zehn der etwa 4.000 hauptberuflichen Schriftsteller mit diesem Privileg und zugleich zu den vom Arbeitseinsatz Befreiten.
Griese war regelmäßiger Teilnehmer des seit 1936 auf Initiative des Gauleiters Hildebrandt in Bad Doberan abgehaltenen Niederdeutschen Dichtertags. 1939 erhielt er dort den erstmals verliehenen Mecklenburgischen Schrifttumspreis. Die Ahnenhalle des Stadtmuseums Möckelhaus erhielt ein Wanddekor mit Griese-Spruch. Der damals als Höhepunkt niederdeutschen Kulturlebens gefeierte Doberaner Dichtertag erscheint in postnationalsozialistischer Sicht als „NS-Spektakel“, da durch und durch propagandistisch.
Nach Darstellung von Jutta Ditfurth hatte Friedrich Griese 1936/1937 einige Monate lang eine „leidenschaftliche Affäre“ mit Ingeborg Meinhof, der Tochter seines Freundes Johannes Guthardt und der Mutter von Ulrike Meinhof. Er habe diese Episode in seinem Roman Bäume im Wind (1937) thematisiert.

### Nach NS-Ende
Im Sommer 1945 wurde Griese festgenommen, nachdem der Leiter des Kulturamtes in seinem Wohnort Parchim, Adolf Lentze, den Autor in einer ausführlichen Schrift angeklagt hatte, ein „Nutznießer des NS-Systems“ gewesen zu sein.
Lentze hatte als Angehöriger des politischen Widerstands mehr als elf Jahre in unterschiedlichen Hafteinrichtungen des Regimes, acht davon im KZ Sachsenhausen, verbracht und lehnte NS-Schriftsteller entschieden ab. Grieses Bibliothek hatte Lentze als Müll mit Mistgabeln auf Leiterwagen verladen lassen, um sie zu vernichten.
Griese wurde in Alt-Strelitz und im Speziallager Fünfeichen in Neubrandenburg interniert. Anfang Mai 1946 entließen ihn die sowjetischen Militärbehörden. Der Kulturbund – so nach einer Angabe des Leiters der Abteilung Kultur und Volksbildung und Vizepräsidenten von Mecklenburg, Gottfried Grünberg – sollte künftig auf ihn aufpassen. Grünbergs Befürchtung, „verschiedenste Kreise“ seien dabei, den Schriftsteller zu rehabilitieren, teilten Johannes R. Becher und Willi Bredel angesichts der gegebenen Bedingungen nicht. Sie waren bemüht, Griese im Rahmen kommunistisch-sozialistischer Bündnispolitik für die neuen Verhältnisse zu gewinnen, traten daher für dessen Schonung ein und hatten Kontakt zu ihm. Grieses Haltung hatte bündnispolitische Erwartungen aufkommen lassen. Er hatte in der Zeitschrift Demokratische Erneuerung die Bodenreform von 1946 begrüßt und war bereit, mit Bredel zusammenzuarbeiten. Erfolgreich waren die Bemühungen von Bredel und Becher dennoch am Ende nicht, Griese verließ im Sommer 1947 die SBZ und ging nach Velgen in die Nähe von Uelzen. Ab 1955 lebte er in Lübeck, dann Bad Bevensen und zuletzt Groß Grönau.
Zum Zeitpunkt seines Wechsels nach Westdeutschland unterlag er in der US-Zone einem „Totalverbot“ durch die dortige Militärverwaltung. In der SBZ wie auch später in der DDR wurden seine Schriften dagegen weitgehend toleriert, wenn sie mit einer Ausnahme – die Erzählung Das Kind des Torfmachers von 1937, Neuauflage 1955 – auch nicht wieder neu erschienen. Nur Unsere Arbeit ist Glaube wurde 1949 auf die Liste der auszusondernden Literatur gesetzt.
Zu den Beschuldigungen nach 1945 gehörte auch, die auf Initiative des Gauleiters vom Land Mecklenburg erhaltene Markower Mühle sei unrechtmäßig von den NS-Behörden arisiert worden, was Griese gewusst habe. Die Behauptung gilt als ungeklärt. Die Mühle wurde ihm nun jedenfalls entzogen und dem FDGB übergeben, der dort ein Kindersanatorium einrichtete. Das Grundstück wurde Griese 1954 rückübertragen und seine Enteignung 1945 als „unter falschen Voraussetzungen getroffen“ korrigiert.
Griese akzeptierte seine Inhaftierung als Strafe für die von Deutschen begangenen Verbrechen, an denen auch er mitschuldig sei, da er, wie er bekundete, geschwiegen habe. „Damals ließ ich es dabei, es war ja nicht ich, der davon betroffen wurde. … Demnach wird mir die Wiederholung der Lehre mit vollem Recht zuteil.“
Griese stellte sich um und vermied nun Blut-und-Boden-Inhalte. Seine alten Bücher und neue erschienen ab 1947/48 zunächst weiter in zahlreichen Auflagen und Buchklub-Ausgaben. Zwei Dissertationen beschäftigten sich mit dem Schriftsteller, von denen es heute heißt, dass es unkritische Stiluntersuchungen seien. Bis Ende der 1960er Jahre war Griese in bundesdeutschen Schulbüchern zu finden. Dass Griese „einer der schlichtesten Köpfe unter den NS-Literaten“ gewesen sei, habe ihm nun einen Vorteil verschafft, meint der Literaturwissenschaftler Stefan Busch, denn Grieses Mangel an analytischer Kompetenz sei nun zu seinem Vorteil in eine höhere moralische Qualität umgedeutet worden. 1960 wurde er in Lübeck zum Gründungspräsidenten der Fritz Reuter Gesellschaft e. V. bestimmt. Als dann mit der kulturellen Wende seit den ausgehenden 1960er Jahre dezidiert nationalsozialistische, völkische und national-konservative Verfasser aus den Lesebüchern und Sortimenten (abgesehen vom politisch einschlägigem Versandhandel) verschwanden, verschwand auch Griese. Seine letzten beiden Bücher 1970 (Leben in dieser Zeit 1890–1968) und 1974 (Eure guten Jahre) wurden nurmehr in Kleinauflagen verlegt.
Grieses Werk umfasst über 50 Titel, 14 Romane, zehn Bände mit Erzählungen und sieben separat erschienene Erzählungen, sechs Dramen, vier autographische Schriften, vier Bücher über Mecklenburg und zwei Biographien – neben Reden, Aufsätzen, Hörspielen, Märchen und einigen Gedichten. Bücher von ihm wurden in mehrere europäische Sprachen übersetzt.

## Rezeption nach 1945
Im Mai 1947 bescheinigte das mecklenburgische Volksbildungsministerium Griese, dass er „als frei schaffender namhafter Schriftsteller anerkannt worden“ ist. Weitere öffentliche Hervorhebungen erhielt er nach seiner Flucht in Westdeutschland. Eine besondere Rolle spielte dabei als Organisation von Ostflüchtlingen und Mecklenburgvertriebenen die „Landsmannschaft Mecklenburg“. 1964 kam es anlässlich der Verleihung des Mecklenburger Kulturpreises der Landsmannschaft an Griese zu einer öffentlichen Auseinandersetzung über seine Aktivitäten im Nationalsozialismus. Der Literaturwissenschaftler Karl Otto Conrady kritisierte die Preisvergabe. Conrady konstatierte: „Man sollte den Bauerndichter Friedrich Griese gewiß nicht vorschnell zum Propheten nationalsozialistischen Rassenwahns stempeln. Aber es darf auch nicht übersehen werden, daß er willig genug sich zum Dichter des Blut-und-Boden-Mythos hat kreieren lassen.“ Griese verwies in einer Replik auf die prominenten konservativen Intellektuellen Eduard Spranger und Rudolf Pechel als seine Unterstützer während der Internierung. Zum Thema „Blut und Boden“ erklärte er, er habe sich immer nur mit der „Zusammengehörigkeit zwischen dem Boden und all seinem Lebendigen und dem Menschen“ beschäftigt. Conrady verschweige, dass er darin „auch die stumme Kreatur, das Tier, und überhaupt alles Lebendige“ einbezogen habe. Dessen ungeachtet wird Griese seit langem in der Literaturwissenschaft (wie vorher schon der NS-Literaturpolitik) als exemplarischer Vertreter des deutschen rassistischen Topos „Blut-und-Boden“ bewertet.
Seit den 1970er Jahren betonte die deutsche und nichtdeutsche Literaturwissenschaft Grieses enge Bindung an den Nationalsozialismus: Seine „Blut-und-Boden-Ideologie“ mache Grieses „Lebenswerk zwar einheitlich, aber auch einförmig“ (1972), „von der nationalsozialistischen Kulturpolitik als beispielhaft empfohlen und gefördert“ (1974), „nationalsozialistischer Schriftsteller“ (1976), einer der schriftstellerischen „NS-Honoratioren“ (1976), „ausdrückliche Zustimmung zur Rassenideologie Hitlers und Himmlers“ (1977), „unverhohlene Nazi-Mitläuferschaft“ (1980), „sozialdarwinistische Vorstellung von der Selektion des Stärksten“, Erster Weltkrieg für Griese ein „rassisch-völkischer Läuterungsprozeß“, einer der „lautstarken Faschisten“ wie Blunck, Johst oder Kolbenheyer, „faschistischer Klassiker“ (1981), „Blut- und Boden-Mythos“ und „politisch-aktivistische Penetranz“ wie bei Ina Seidel (zu Grieses Weißköpfe, 1983), „Blut und Boden-Programmatik innerhalb des nationalsozialistischen Schrifttums“ (1984). Die von Griese entworfene bäuerliche Welt enthalte „unverkennbar reaktionäre Züge, auch finden sich faschistische Ideologeme wie Fremdenhass, Irrationalismus und Antimodernismus“. Das gelte nicht erst für den Nationalsozialismus, sondern seit den 1920er Jahren (1998). Griese sei „… einer der wichtigsten Vertreter der nationalsozialistischen Literatur …“, „gegen Rationalismus und Aufklärung“ und vertrete die „Einheit von Blut und Boden“ (1999, 2006), das Erfolgsstück „Mensch aus Erde gemacht“ (siehe oben) – ein „dumpfes Blut- und Bodenstück“ (2000). Es sei zum meist zitierten Beispiel eines Blut-und-Boden-Dramas überhaupt geworden (2000).
Ähnliche Bewertungen wie in den Literaturwissenschaften finden sich (soweit dort Griese erwähnt wird) auch in der Zeitgeschichtsschreibung: Er sei ein Vertreter „nationalsozialistischen Schrifttums“ wie Blunck, Johst oder Kolbenheyer (1988), oder – in einem Dossier der Bundeszentrale für politische Bildung zum Thema Nationalsozialismus – ein „NS-Vertreter“ wie Blunck, Johst oder Kolbenheyer (2008). Griese stehe, so die Feststellung unterschiedlicher Autoren zu einer regional ausgerichteten Publikation, für einen „bestselling author of blood-and-soil-novels“, „mythisierende Blut-und-Boden-Romane“, „Blut-und-Boden-Ideologie“ (2010).
Milder urteilte 1975 dagegen der Nachruf von Marcel Reich-Ranicki: Griese sei zwar „kein Prophet des Nationalsozialismus, wohl aber sein williges Werkzeug“ gewesen. Was immer gegen dessen Schriften einzuwenden sei, sie würden auch Vorzüge aufweisen, nämlich „atmosphärische Dichte, … intensive Stimmungen und eine einfache und sehr anschauliche Sprache“.
Heute sind Grieses Bücher weitestgehend vergessen und nur noch antiquarisch erhältlich. Eine Ausnahme bildet eine Sammlung von Dorfgeschichten Das Korn rauscht, die 2003 neu aufgelegt wurde. 1995 stellte Ulrike Haß heraus, Griese repräsentiere wie Will Vesper, Hermann Stehr oder Erwin Guido Kolbenheyer die „untere Sparte“, sei „'low brow' des Kulturgeschäftes“, und Stefan Busch bemerkte 1998, die Frage, ob Grieses Schriften „auch nur einen Satz wert“ wären, könne inzwischen „klar verneint“ werden. Er gehöre in jeder Hinsicht der Vergangenheit an. In den Darstellungen der Geschichte der deutschen Literatur fällt er in den Abschnitt „NS-Literatur“, soweit er überhaupt noch aufgeführt wird.
In seinem Heimatort Lehsten gab es nach der Wende dagegen eine neuerliche Hinwendung zu dem „Heimatdichter“, die auch aus der Region unterstützt wurde. Es existiert dort im Lehstener Büdnerei-Verein seit 2000 ein Friedrich-Griese-Kreis, der mit regelmäßigen Literaturtagen und anderen Aktivitäten Friedrich Griese wieder zu popularisieren versucht. An Grieses Wohnort Parchim wurde bereits 1982 von Wolfgang Kaelcke (ehem. Leiter Stadtmuseum) begonnen, eine Sammlung von Grieses Veröffentlichungen und Briefen anzulegen. Er organisierte „Friedrich-Griese-Tage“, um an Grieses Schriften zu erinnern.
Dieser Mecklenburger Kreis von Griese-Rezipienten bemüht sich um eine grundlegende Revision des Griese-Bilds. Griese, behauptet man im Widerspruch zu allem, was bis dahin seit den 1960er Jahren von Literaturwissenschaftlern über ihn zu hören war, aber im Einklang mit Stimmen zwischen 1933 und 1945 gelte „als der bedeutendste Schriftsteller Mecklenburgs in der ersten Hälfte des 20. Jahrhunderts“, wenn sich auch eine Überbewertung wie im Nationalsozialismus verbiete. Er solle wieder gelesen und noch wieder neu bewertet werden. Die Kategorisierung Grieses als Blut-und-Boden-Dichter sowohl durch nationalsozialistische Instanzen als auch durch den Mainstream der postnationalsozialistischen Literaturexperten im In- und Ausland wird hier als unzutreffend angesehen. Der Blut-und-Boden-Vorwurf sei ein „Klischee“, das Differenzierung und sachliches Urteil verhindere. Die Landesbeauftragte für Mecklenburg-Vorpommern für die Unterlagen des Staatssicherheitsdienstes der ehemaligen DDR und die Bundesstiftung Aufarbeitung unterstützten 2012 die Arbeitsgemeinschaft Fünfeichen bei der Publikation eines Sammelbandes über Grieses Internierung.

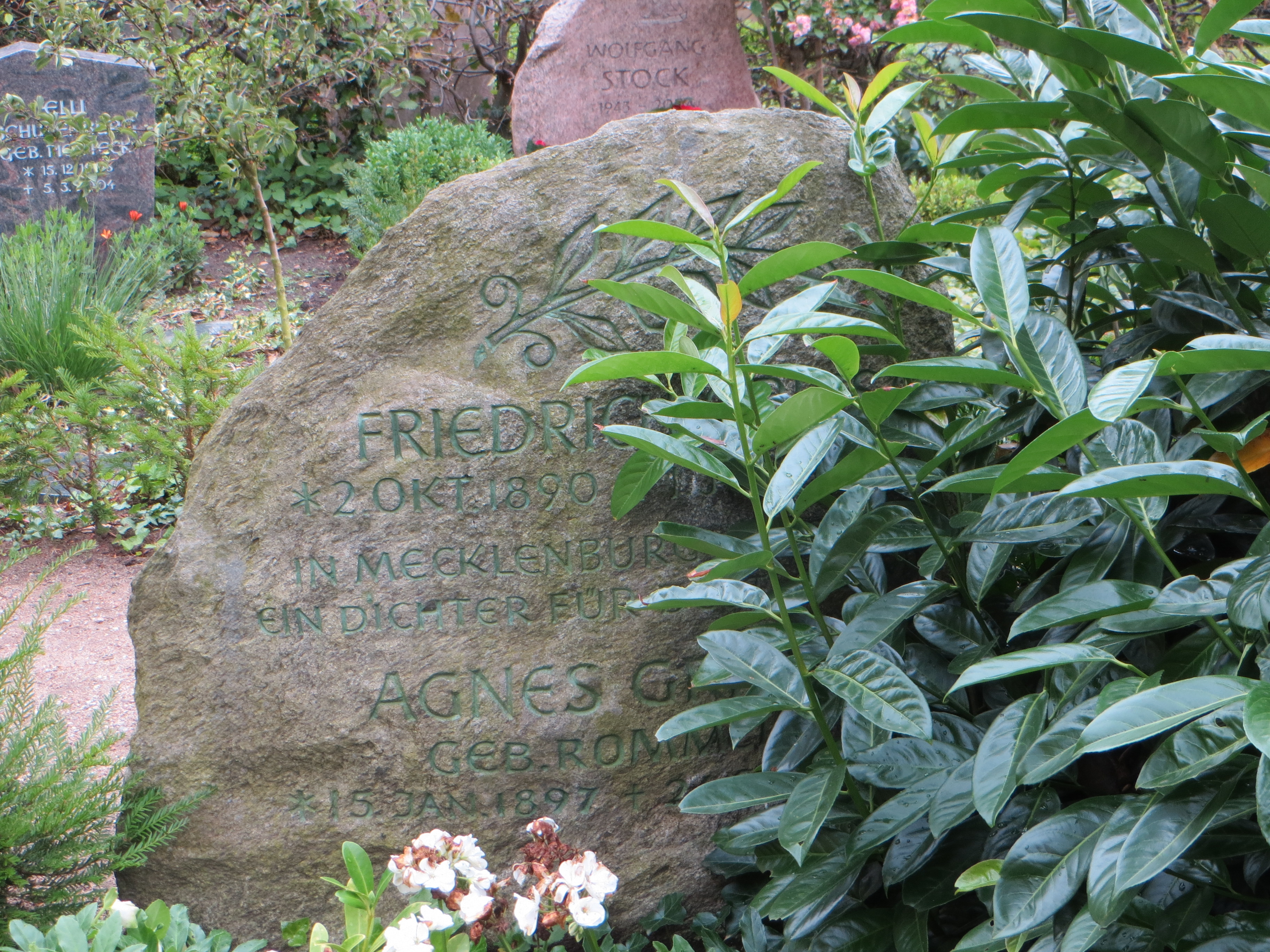
Grab (2014)

Der Erlanger Theologe Karlmann Beyschlag (1923–2011) hat Griese in dessen letzten Lebensjahren begleitet und hielt auch die Grabrede auf dem Friedhof am Ratzeburger Dom.
Die inzwischen aufgelassene Grabstätte wurde 2010 auf Initiative der Fritz Reuter Gesellschaft und mit finanzieller Unterstützung der privaten Jost-Reinhold-Stiftung wiederhergestellt.

## Nachlass
Der Nachlass Friedrich Grieses (Briefe, Manuskripte, persönliche Dokumente) liegt im Deutschen Literaturarchiv in Marbach und im Fritz Reuter Literaturarchiv Hans-Joachim Griephan in Berlin. Den Bestand des privaten Berliner Archivs hat 2024 durch Schenkung das Fritz-Reuter-Literaturmuseum in Stavenhagen erworben. Dort ist der Griese-Nachlass Teil der Sammlung Hans-Joachim Griephan.

## Auszeichnungen
- 1928: Carl-Schünemann-Preis des Carl-Schünemann-Verlages (auf Vorschlag des Preisrichters Wilhelm Scharrelmann)
- 1928: Preis der Harry-Kreismann-Stiftung, später Literaturpreis des Preußischen Kultusministeriums genannt
- 1932: Preis des Bühnenvolksbundes
- 1934: Lessingpreis der Stadt Hamburg (gemeinsam mit Konrad Beste)
- 1936: John-Brinckman-Preis der Plattdeutschen Arbeitsgemeinschaft, Rostock.
- 1939: Mecklenburgischer Schrifttumspreis
- 1939: Volkspreis der deutschen Gemeinden und Gemeindeverbände/Wilhelm-Raabe-Preis der Stadt Braunschweig (gemeinsam mit Joseph Georg Oberkofler)
- 1940: Literaturpreis der Reichshauptstadt Berlin (gemeinsam mit Herbert von Hoerner und Kurt Kluge)
- 1940: Goethe-Medaille für Kunst und Wissenschaft
- 1944: Kulturpreis für das bäuerliche Schrifttum[90]
- 1955: Friedrich-Hebbel-Preis der Friedrich-Hebbel-Stiftung, Kiel (gemeinsam mit Christian Jenssen)
- 1960: Fritz-Reuter-Medaille der Landsmannschaft Mecklenburg, Ratzeburg
- 1964: Mecklenburger Kulturpreis der Landsmannschaft Mecklenburg

In Groß Grönau bei Lübeck ist eine Straße nach Griese benannt. Nach der Wende erhielten in dessen Geburtsort Lehsten eine Straße und in Parchim (1990) bis zur Schließung 2012 das ehemalige FDGB-Kindersanatorium Markower Mühle seinen Namen.

## Werke (Auswahl)

### Romane
- Feuer, 1921
- Ur, 1922
- Das Korn rauscht, 1923; Neuauflage: Verlag für Sammler, Graz 2003, ISBN 3-85365-195-X.
- Alte Glocken, 1925
- Winter, Otto Quitzow Verlag, Lübeck 1927; Neuauflage: Langen Müller Verlag, München 1953
- Tal der Armen, 1929
- Der ewige Acker, 1930
- Der Herzog, biografischer Roman, 1931
- Das Dorf der Mädchen. Eine Chronik, 1932
- Das letzte Gesicht, 1934
- Bäume im Wind, 1937
- Die Weißköpfe, 1939
- Die Dörfer der Jugend, 1947
- Der Zug der großen Vögel, 1951
- Der Wind weht nicht, wohin er will, autobiografischer Roman, 1960
- Das nie vergessene Gesicht, 1962
- So lange die Erde steht, 1965

### Novellen und Erzählungen
- Die letzte Garbe, Novellensammlung, 1927
- Die Flucht, Erzählung, 1928
- Sohn seiner Mutter, Erzählung, 1929
- Der Saatgang, Erzählungen, 1932
- Die Wagenburg, Erzählung, 1935
- Die Prinzessin von Grabow. Ein Bericht aus dem achtzehnten Jahrhundert, Novelle, 1936
- Das Kind des Torfmachers, Erzählung, 1937
- Im Beektal singt es, Erzählungen, 1938

### Bühnenstücke
- Mensch, aus Erde gemacht, Drama, 1932
- Wind im Luch, Lustspiel, 1937

### Sonstiges
- Mein Leben. Von der Kraft der Landschaft, Autobiografie, 1934
- Fritz Reuter. Die Dichter der Deutschen, 1938
- Johannes Gillhoff. Ein Lebensbild, 1940
- Unsere Arbeit ist Glaube. Eher, München 1940 (Schriftenreihe der NSDAP 3)
- Leben in dieser Zeit, 1890–1968, Autobiografie, Wolff, Flensburg 1970, DNB 456804439.
- Eure guten Jahre, Berichte und Betrachtungen, Langen-Müller, München / Wien 1974, ISBN 3-7844-1541-5.

### Hörspiel
- De Schapschur (Mundart-Hörspiel) – Produzent: NWDR Hamburg; Erstsendung: 15. April 1950; Regie: Hans Freundt
  - Mitwirkende: Hans Mahler (Michael Treia, en Föftiger), Erwin Wirschaz (Niels, bi twintig rum), Hartwig Sievers (Ehrsam, in Michael sien Öller), Otto Lüthje (Buttel, en hogen Sösstiger), Joseph Offenbach (Blume, kann so olt sien, was hei will), Magda Bäumken (Justine, bi vierzig rüm), Heidi Kabel (Eva, sösstein Johr olt)